# Noorduyn Norseman
O Noorduyn Norseman, também conhecido como C-64 Norseman, é um avião monomotor candense projetado para operar em superfícies despreparadas. O distinto trem de pouso na parte inferior da fuselagem o torna facilmente reconhecível.
Introduzido em 1935, o Norseman permaneceu em produção por quase 25 anos, com mais de 900 unidades produzidas. Algumas aeronaves permanecem em uso comercial e privado até os dias de hoje. Esta aeronave foi registrada e/ou operou em 68 países, voando também nas regiões do Ártico e da Antártida. 

## Projeto e desenvolvimento

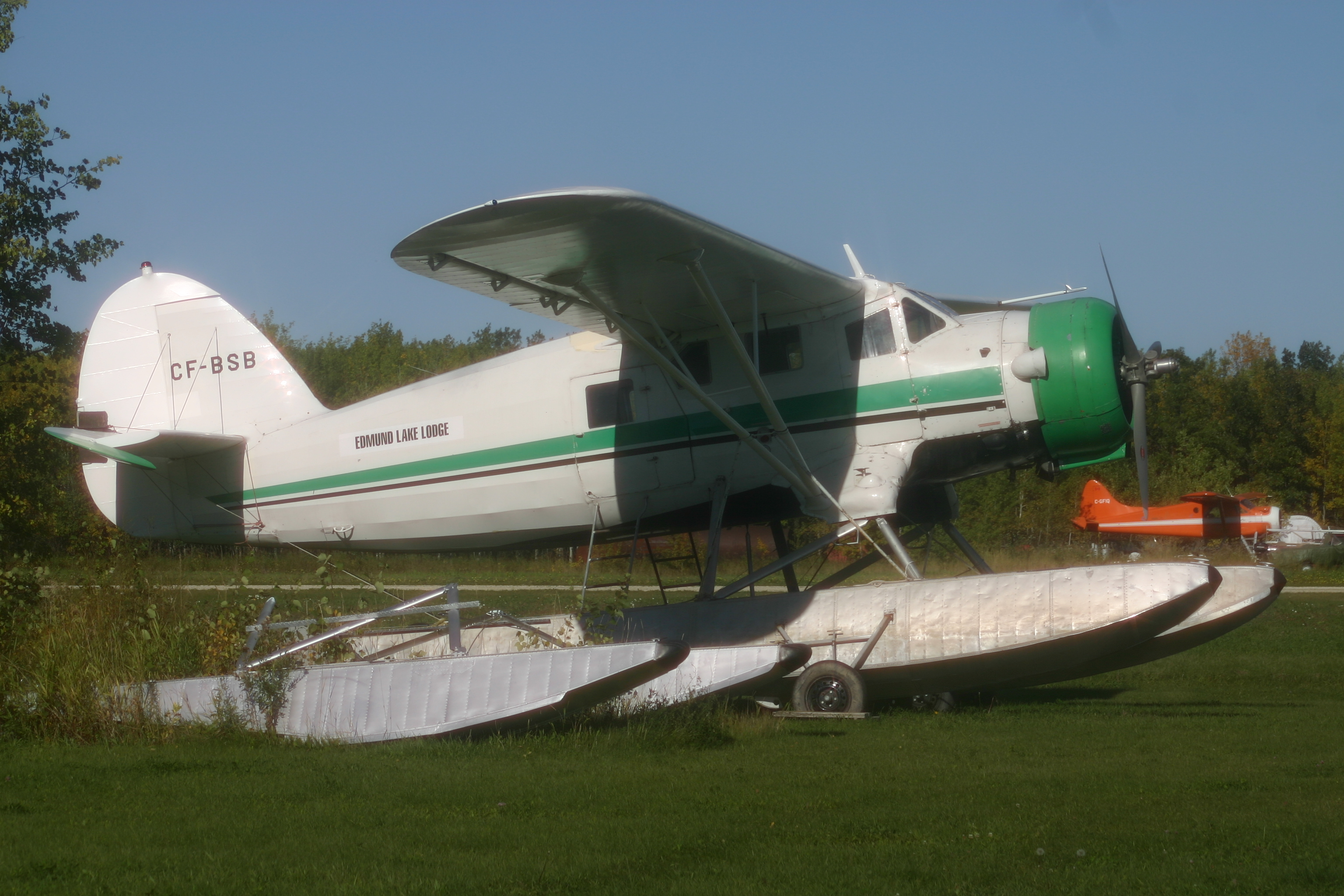
Noorduyn Norseman "CF-BSB" em operação em 2006, Edmund Lakes Lodge, Manitoba

Projetado por Robert B.C. Noorduyn, o Noorduyn Norseman foi produzido entre 1935 e 1959, originalmente pela Noorduyn Aircraft Ltd. e posteriormente pela Canadian Car and Foundry.
Com a experiência em trabalhar em muitos projetos na Fokker, Bellanca e Pitcairn-Cierva, Noorduyn decidiu criar seu próprio modelo em 1934, Norseman. Junto com seu colega, Walter Clayton, Noorduyn criou sua empresa, a Noorduyn Aircraft Limited, no início de 1933 em Montreal, enquanto a empresa sucessora foi estabelecida em 1935, trazendo o nome Noorduyn Aviation. 
Sua visão de um avião ideal para operação em terrenos despreparados iniciou com uma estrutura de asa alta, monoplano, para facilitar o carregamento e descarregamento de passageiros e cargas em portos de hidroaviões e aeroportos; em segundo lugar, um operador canadense usando seus talentos, equipamentos e facilidades já existentes, deveria conseguir fazer dinheiro com ele; e por último, deveria ser superior em todos os aspectos em relação às aeronaves já em uso. 
Desde o início, Noorduyn projetou a aeronave para ter um trem de pouso intercambiável entre terrestre, esquis ou flutuadores. Diferente da maior parte dos projetos de aeronaves, o Norseman recebeu por primeiro os flutuadores, depois os esquis e finalmente, o trem de pouso fixo.
O projeto final pareceu muito com os primeiros projetos de Noorduyn enquanto esteve na Fokker, um monoplano de asa alta com uma fuselagem de tubos de aço soldadas. Partes de madeira carregavam sua tela. Sua asa era também de madeira coberta com tela, exceto pelos tubos de aço dos flaps e ailerons. O trem de pouso dividido conectava-se à fuselagem com dois parafusos em cada perna, permitindo alternar entre flutuadores e esquis. O suporte da cauda (bequilha) podia receber uma roda ou um calço. 

## Histórico operacional

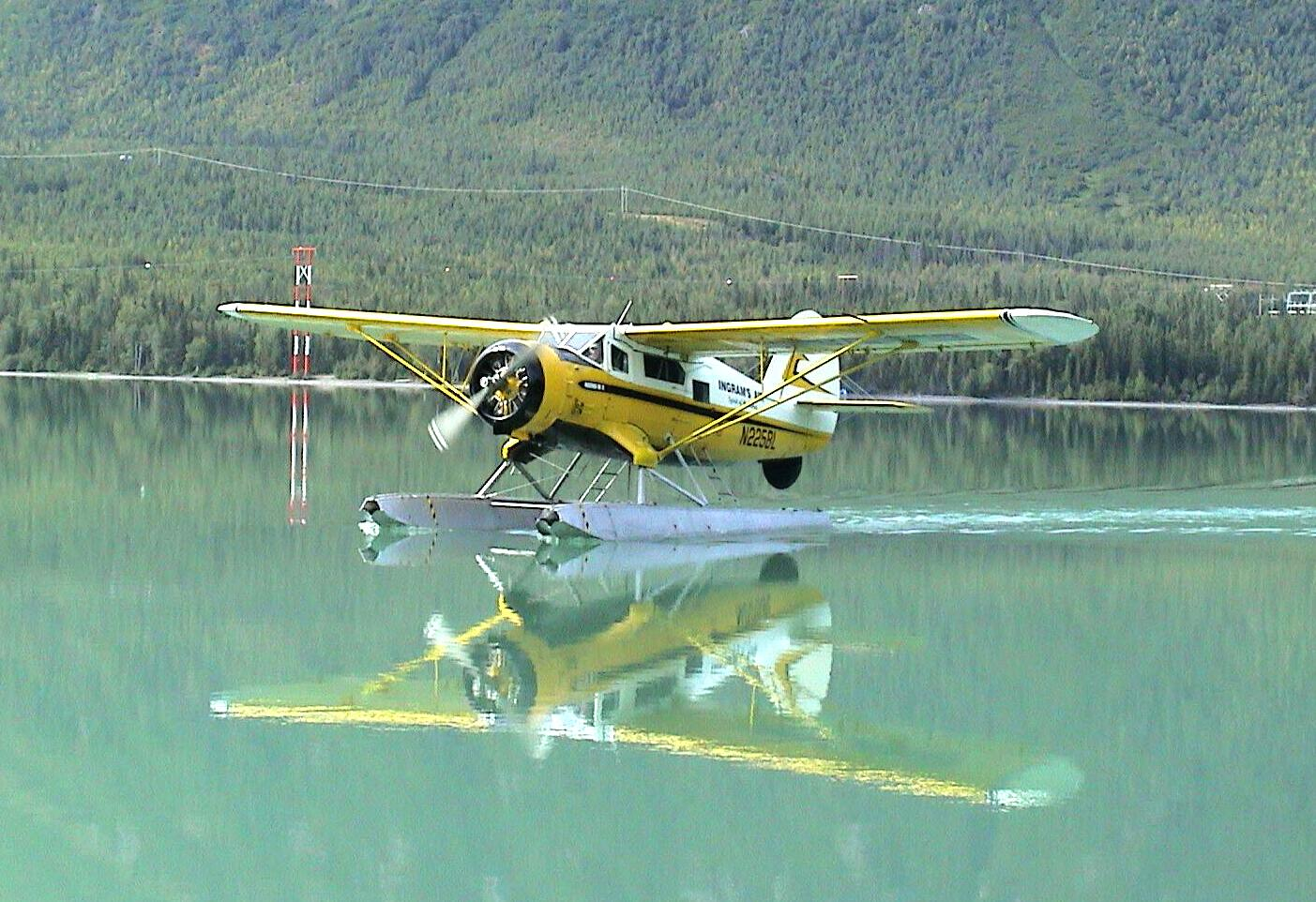
"Spirit of the Kenai", pousando no Lago Kenai, Alaska, agosto de 2003

O primeiro Norseman, equipado com um motor Wright R-975-E3 Whirlwind, foi testado com flutuadores em 14 de novembro de 1935, sendo vendido e entregue para a Dominion Skyways Ltd. em 18 de janeiro de 1936, matriculado "CF-AYO" e nomeado "Arcturus". No verão de 1941, a Warner Brothers utilizou o CF-AYO para a filmagem de "Corsários das Nuvens", estrelando James Cagney. A aerofotografia ocorria principalmente em North Bay (Ontário), carregando a matrícula temporária "CF-HGO". O CF-AYO foi perdido em um acidente no Parque Algonquin em 1952. Seus destroços estão em exibição no  Canadian Bushplane Heritage Centre. 
Quase que imediatamente, o Norseman provou ser um forte e confiável avião, com as vendas ocorrendo continuamente. A primeira aeronave, CF-AYO, recebeu a designação Norseman Mk I. A próxima, "CF-BAU", com algumas alterações após testes de certificação e um novo motor Pratt & Whitney R-1340 Wasp SC-1 com 450 hp (336 kW), foi designada Norseman Mk II, enquanto as próximas três aeronaves foram Norseman Mk III: "CF-AZA" (entregue ao MacKenzie Air Service em Edmonton), "CF-AZE" (para a Prospector Airways em Clarkson, Ontário) e o "CF-AZS" (para a Starrat Airways em Hudson, Ontário). O "CF-BAU" seria posteriormente modificado em 26 de junho de 1937, tornando-se o protótipo do Norseman Mk IV, com um Pratt & Whitney Wasp S3H-1. O Mk IV tornou-se o modelo "definitivo", mas a produção podia ter sido encerrada em algumas pouca centenas se não fosse o advento da Segunda Guerra Mundial.

### Segunda Guerra Mundial
Até 1940, a Noorduyn havia vendido apenas 17 aeronaves no total, primariamente para operadores comerciais do norte do Canadá e para a Real Polícia Montada do Canadá. Com o evento da guerra na Europa, a demanda para um avião utilitário trouxe grandes pedidos militares. A Real Força Aérea Canadiana (RCAF) e as Forças Aéreas do Exército dos Estados Unidos (USAAF) tornaram-se os dois maiores operadores; a RCAF pediu 38 Norseman Mk IVW para treinamento de navegação e rádio para o Plano de Treino Aéreo da Comunidade Britânica. 

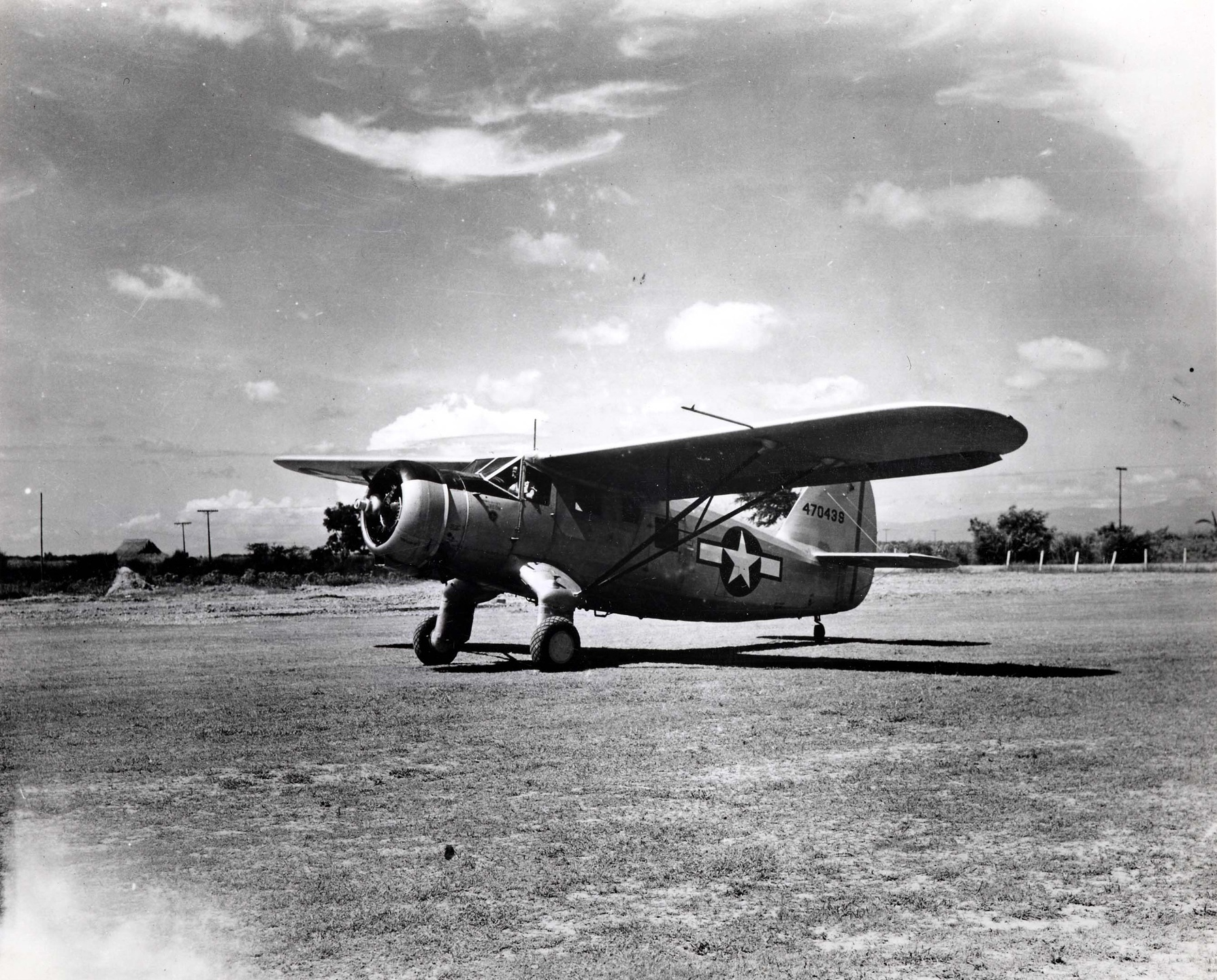
Um UC-64A do 3º Grupamento Aéreo da USAAF nas Filipinas, 1945

O Coronel da USAAF Bernt Balchen envolveu-se no estabelecimento de uma rota pela Groenlândia para facilitar o traslado de aeronaves da América do Norte para a Europa. Ele precisava de um avião forte o suficiente para sobreviver às duras condições do Ártico. Após avaliar seis Norseman, no final de 1941, recomendou a aquisição dos Norseman Mk IV especialmente modificados para os requisitos da USAAF, denominado então YC-64A. Após a entrada dos Estados Unidos na guerra, a USAAF fez o primeiro de muitos pedidos para uma versão de produção, denominada C-64A Norseman. As principais diferencias eram a instalação de tanques adicionais de combustível sob a fuselagem, aumentando a capacidade para 201 B-gal (914 l); um outro tanque também podia ser instalado na cabine, com a capacidade de 32 B-gal (145 l). Estas alterações resultaram no aumento de 950 lb (431 kg) no peso carregado do Mk IV padrão. As entregas iniciaram na metade de 1942, com os militares americanos eventualmente pedindo 749 Norseman Mk IV como C-64A (posteriormente UC-64A). 
Durante a guerra, os Norseman da USAAF foram usados na América do Norte (principalmente no Alaska), bem como em outros cenários da guerra, incluindo a Europa. Três UC-64A foram usados pela Marinha dos Estados Unidos sob a designação JA-11. Seis hidroaviões C-64B foram usados pelo Corpo de Engenheiros do Exército dos Estados Unidos, além de servir em outras forças aéreas aliadas, que fizeram pedidos de 43 Norseman Mk IV. A RCAF pediu 34 aeronaves adicionais, como Norseman Mk VI. A Noorduyn era o único fabricante, mas quando a USAAF considerou pedir um grande número de C-64A, a produção sob licença de 600 aeronaves foi concedida para a Aeronca Aircraft, antes do contrato ser cancelado em 1943.
Foi em um UC-64A Norseman (n/s 44-70285) voado pelo oficial John R. S. Morgan no qual o Major Glenn Miller estava voando como passageiro quando desapareceu sobre o Canal da Mancha em 15 de dezembro de 1944, possivelmente devido a formação de gelo no carburador, ou sendo acertado por bombas ejetadas de um Lancaster da Força Aérea Real após uma missão abortada.
Também em 1944 um outro Norseman colidiu contra a Torre do Rei Alfredo, uma estrutura folly de 50 m de altura em Somerset, Inglaterra, matando todos os cinco tripulantes. A torre, parte da Stourhead House, não foi reparada até 1986, que incluiu o uso de um helicóptero Westland Wessex para baixar uma pedra de 300 kg sobre o topo. 

### Pós-guerra

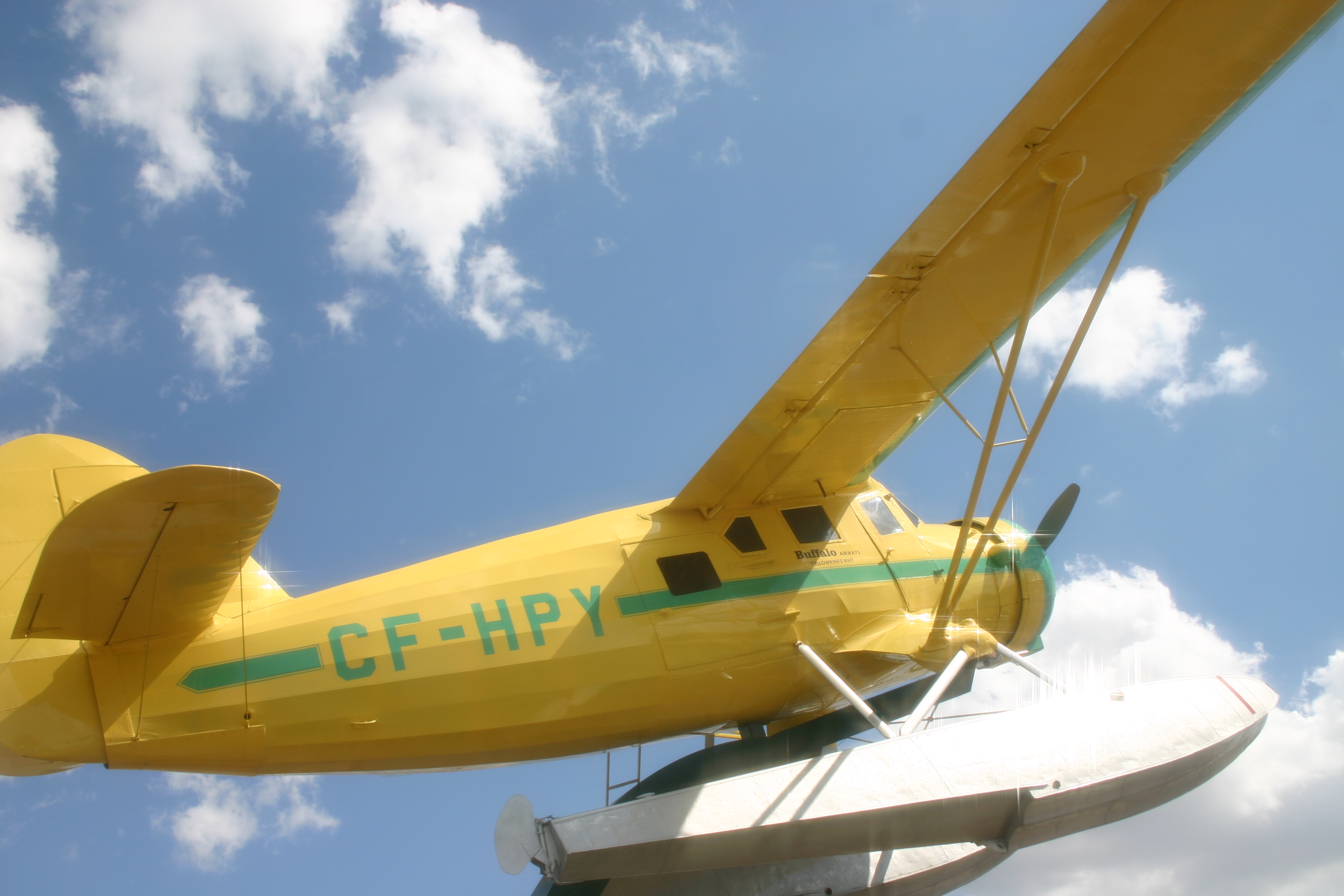
Noorduyn Norseman "CF-HPY," no Museu de Aviação de Alberta, Edmonton, Alberta

Na produção pós-guerra, a Canada Car and Foundry em Fort William, Ontário, adquiriu os direitos do projeto do Norseman, produzindo uma versão conhecida como Norseman Mk V, uma versão civil do Mk IV dos tempos da guerra. A fim de explorar ainda mais o mercado, a fábrica projetou e construiu o Norseman Mk VII. Esta versão tinha um motor maior, uma asa nova completamente de metal e uma maior capacidade de carga, mas acabou nunca sendo produzido em massa. Com os grandes compromissos da Guerra da Coreia na época, a empresa o armazenou temporariamente até que foi destruído em um incêndio no hangar em setembro de 1951.
Em 1953, Noorduyn liderou um grupo de investidores que trouxeram de volta os equipamentos da Canada Car and Foundry e iniciou uma nova empresa chamada Noorduyn Norseman Aircraft Ltd. Bob Noorduyn ficou doente e morreu em sua residência em South Burlington, Vermont, em 22 de fevereiro de 1959. A empresa continuou a prestar auxílio para os Norseman em operação e construiu três Mk V antes de vender seus ativos em 1982 para a Norco Associates. Norco continuou somente prestando auxílios, uma vez que a produção da aeronave era trabalhosa e cara.

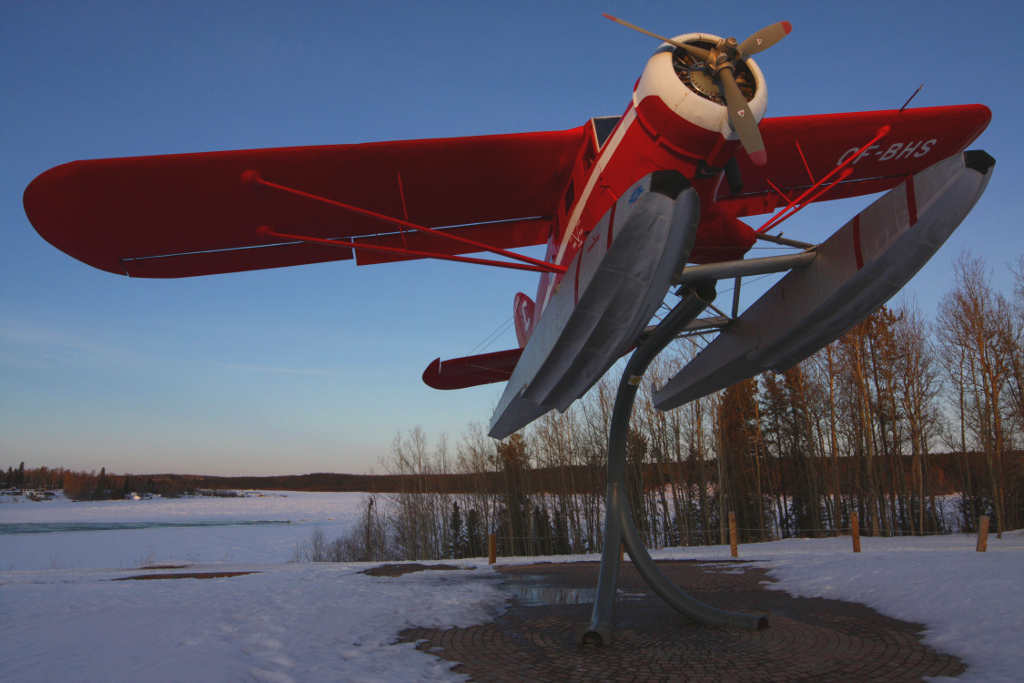
Um Mk.V "CF-BHS", originalmente matriculado para Lamb Airways em 1945, exibido em Thompson (Manitoba) desde 2008

O último Norseman a ser construído, foi vendido e entregue para um cliente comercial em 19 de janeiro de 1959. Um total de 903 Norseman (Mk I - Mk V) foram produzidos e entregues a vários clientes comerciais e militares. Atualmente, apenas 42 Norseman estão ativamente matriculados no registro de aeronaves do Canadá. O número em uso a nível global é desconhecido.
Em reconhecimento ao papel do Norseman em servir vilarejos remotos no norte do Canadá, a cidade de Red Lake, Ontário, um ponto de parada para as comunidades remotas no Noroeste de Ontário, promove-se como "Capital do Norseman do Mundo" (em inglês:  The Norseman Capital of the World). Em cada verão, em julho, o Festival do Hidroavião Norseman (em inglês:  Norseman Floatplane Festival) traz aeronaves deste modelo para Red Lake como peça central deste festival, com entretenimento, jogos e brinquedos para crianças, competições, exibições culturais e históricas e vendedores de artesanato e outros materiais.
O "Ás dos ases" canadense da Segunda Guerra mundial George Beurling, morreu em um Norseman enquanto pousava no Aeroporto di Roma-Urbe em Roma, em maio de 1948. Beurling estava trasladando a aeronave para a recém-criada Força Aérea Israelense. Os remanescentes de outro Norseman desta Força Aérea adornam o memorial dos pilotos abatidos em Har Hatayasim (Montanha dos Pilotos), próximo a Jerusalém. Esta aeronave se acidentou durante a Operação Maccabi durante a Guerra árabe-israelense de 1948.
O Norseman apareceu nos filmes Grey Owl (1999) e The Snow Walker (2003).

## Operadores

### Principais operadores civis
Argentina

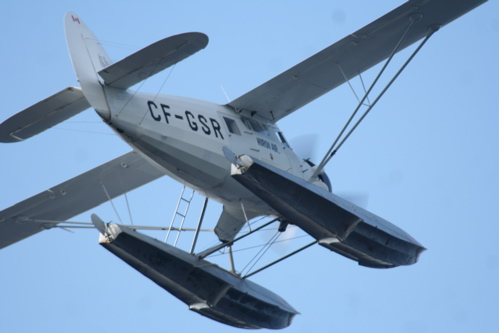
Noorduyn Norseman da Huron Air CF-GSR em Red Lake, Ontário, 2007

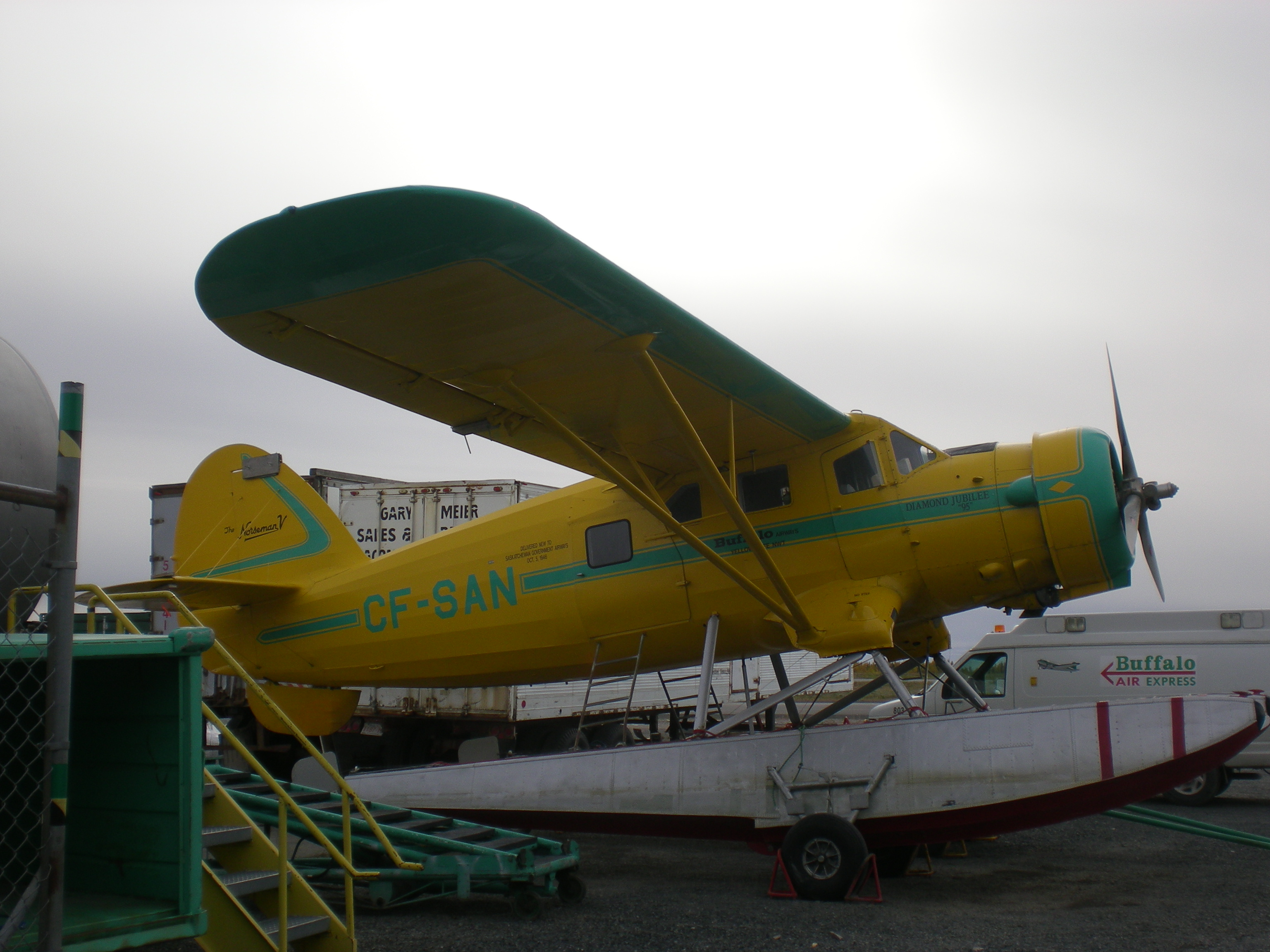
Norseman da Buffalo Airways com flutuadores em Yellowknife, NWT

- Aviación del Litoral Fluvial Argentino

 Brasil
- Varig

 Canada
- Austin Airways (aposentado)
- Bearskin Airlines (aposentado)
- Buffalo Airways (aposentado)
- Canadian Airways & Western Canada Airways (aposentado)
- Canadian Pacific Air Lines (aposentado)
- Central Northern Airways (aposentado)
- Imperial Oil (aposentado)
- Lamb Air
- Ontario Central Airlines
- Ontario Provincial Air Service - 4 (1943 a 1947) eventualmente vendido entre 1951 e 1952
- Pacific Western Airlines
- Real Polícia Montada do Canadá
- Saskatchewan Air Ambulance
- Saskatchewan Government Airways
- Starratt Airways

 Noruega
- Fjellfly
- Norving
- Widerøes Flyveselskap

 Filipinas
- Far Eastern Air Transport Inc. (FEATI) (1946-1947)
- Philippine Airlines (transferido da FEATI, de 1947-1955)

### Operadores militares
Austrália

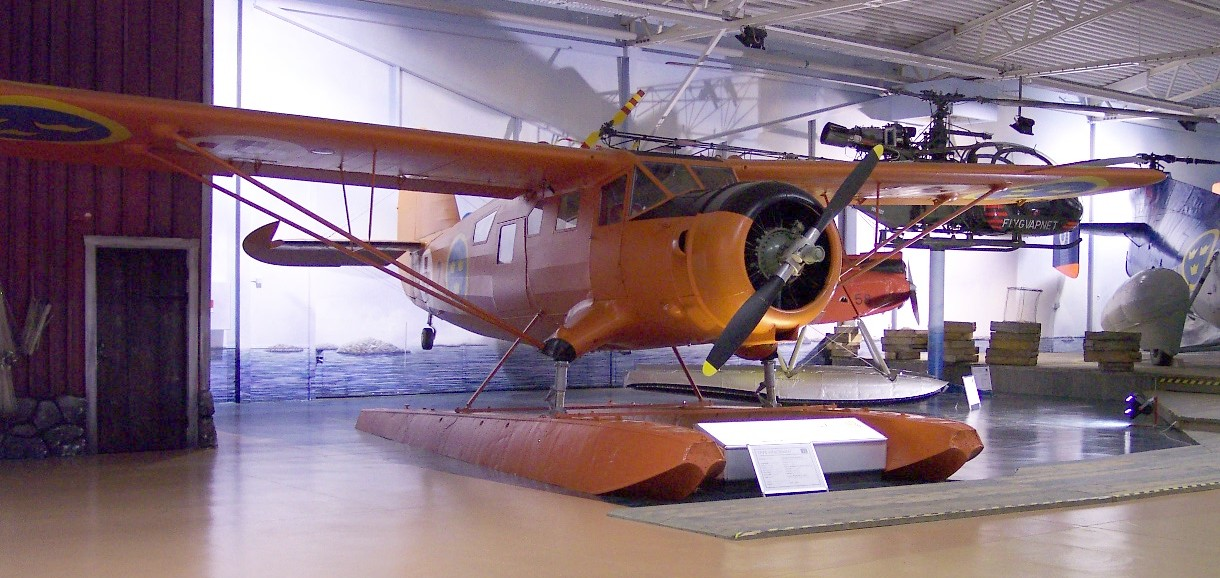
Noorduyn Tp 78 no Flygvapenmuseum (Museu Oficial da Força Aérea Sueca)

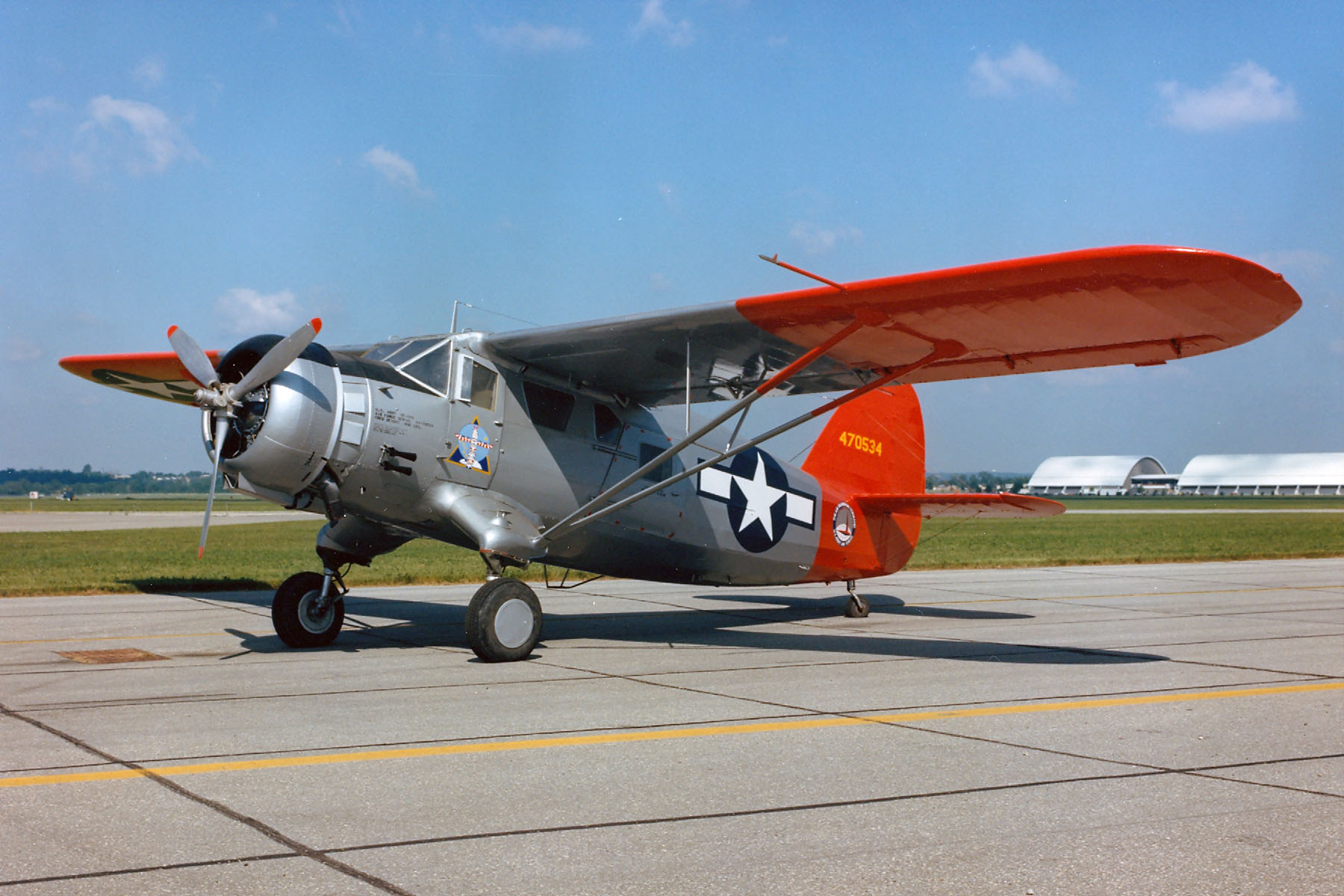
Noorduyn UC-64 da USAAF no USAF Museum em Dayton, Ohio.

- Real Força Aérea Australiana operou 14 aeronaves de 1943 a 1946.
  - 1ª Unidade de Comunicações da RAAF
  - 3ª Unidade de Comunicações da RAAF
  - 4ª Unidade de Comunicações da RAAF
  - 5ª Unidade de Comunicações da RAAF
  - 7ª Unidade de Comunicações da RAAF

 Brasil
- Força Aérea Brasileira operou 19 aeronaves de 1944 a 1960

 Canada
- Real Força Aérea Canadiana operou 79 aeronaves de 1940 a 1953
  - 103º Esquadrão de Busca e Salvamento
- Marinha Real Canadense operou 21 aeronaves de 1943 to 1957

 Costa Rica
- Servicio de Vigilancia Aérea (SVA) operou uma aeronave em 1948

 Cuba
- Força Aérea Cubana recebeu uma aeronave em 1951

 Checoslováquia
- Força Aérea Checoslovaca operou o Norseman sob a designação K-73.

 Egypt
- Força Aérea do Egito operou duas aeronaves de 1948 a 1960

 Honduras
- Força Aérea de Honduras operou duas aeronaves de 1945 a 1961

 Indonésia
- Força Aérea da Indonésia recebeu uma aeronave em 1950

 Israel

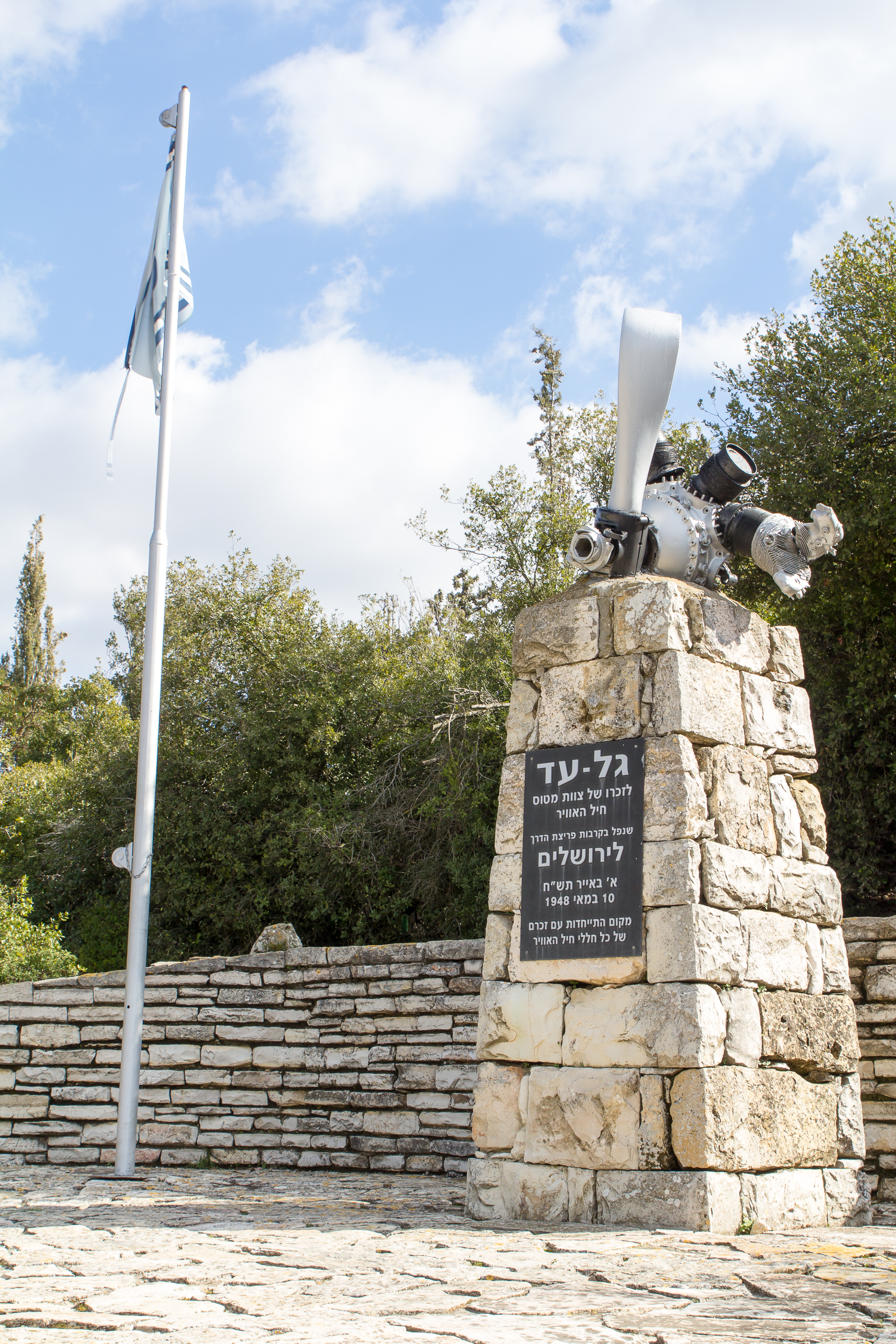
O remanescente de um Norseman forma um memorial aos abatidos da Força Aérea Israelense

- Força Aérea Israelense operou 17 aeronaves de 1948 a 1954

 Países Baixos
- Militaire Luchtvaart van het Koninklijk Nederlands-Indisch Leger, ML-KNIL operou uma aeronave de 1948 a 1950

 Noruega
- Força Aérea da Noruega operou 22 aeronaves de 1945 a 1959

 Filipinas
- Força Aérea Filipina operou duas aeronaves de 1946 a 1952

 Suécia
- Força Aérea da Suécia operou três aeronaves de 1949 a 1959

 Reino Unido
- Força Aérea Real

 Estados Unidos
- Corpo Aéreo do Exército dos Estados Unidos
- Forças Aéreas do Exército dos Estados Unidos
- Força Aérea dos Estados Unidos
- Marinha dos Estados Unidos adquiriu três Norseman em 1945 (sob a designação JA-1) para dar auxílio em expedições para a Antártida como a Operação Highjump.

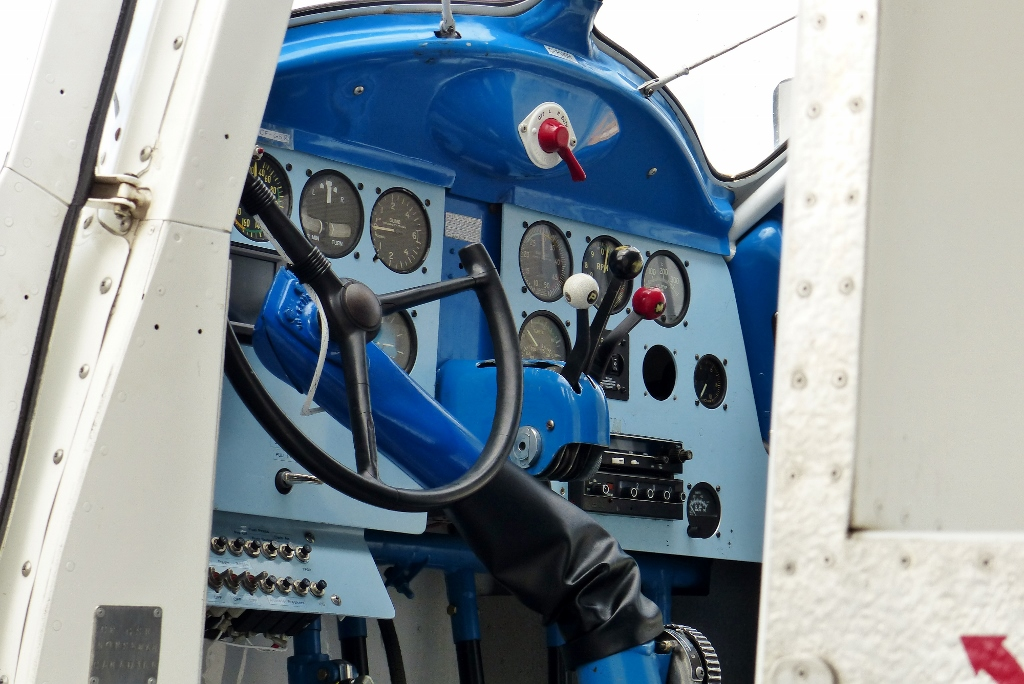
Cabine de pilotagem de um Mark V